# Dacnusa maculipes
Dacnusa maculipes är en stekelart som beskrevs av Thomson 1895. Dacnusa maculipes ingår i släktet Dacnusa och familjen bracksteklar. Arten är reproducerande i Sverige. Inga underarter finns listade i Catalogue of Life.